# Різдво в нацистській Німеччині

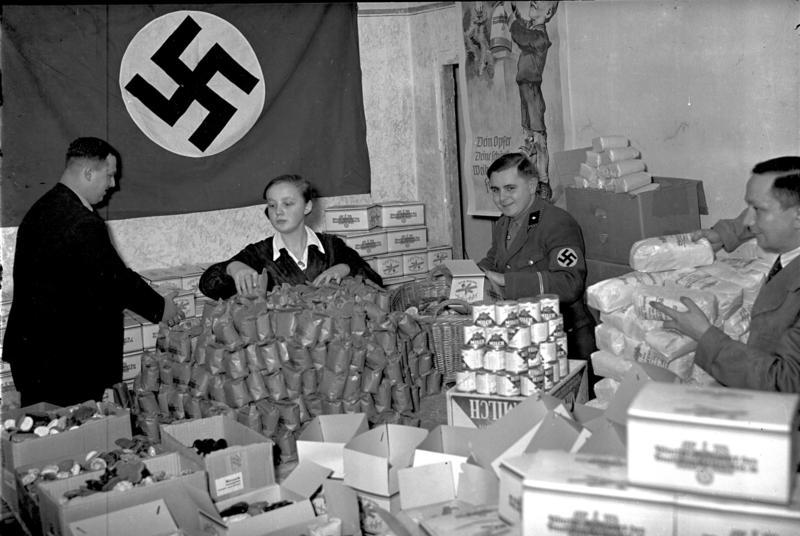
Різдвяні подарунки для бідних у 1935 році

Святкування Різдва в нацистській Німеччині було дозволено, хоча воно включало спроби режиму підлаштувати християнське релігійне свято у відповідність до нацистської ідеології . Єврейське походження Ісуса та вшанування пам’яті його народження як єврейського Месії турбували деяких членів нацистської групи та їхні расові переконання. У період з 1933 по 1945 рік деякі державні чиновники намагалися вилучити ці аспекти Різдва з цивільних урочистостей та зосередитись на культурних дохристиянських аспектах фестивалю. Однак за своєю суттю церковні та приватні урочистості залишалися християнськими.

## Передумови
Християнство довгий час було головною вірою германських народів, починаючи з місіонерської діяльності Колумбана і св. Боніфація в VI – VIII століттях.  Проте з приходом до влади нацистів та їхнім правлінням 1933 - 1945 роках ситуація різко змінюється. Нацизм хотів перетворити суб’єктивну свідомість німецького народу - їхні погляди, цінності та менталітет - на „національну спільноту”, яка немає своєї думки, позиції і якою буде легко керувати.  За словами американського журналіста Ширера, "під керівництвом Розенберга, Бормана і Гіммлера - за підтримки Гітлера - нацистський режим мав намір знищити християнство в Німеччині, якщо це було б можливо, і замінити старе язичництво ранніх племінних німецьких богів і нове язичництво нацистських екстремістів ". 
Гітлер і нацистська партія на початку пропагували " позитивне християнство ", але зіткнувшись з Альфредом Розенбергом Гітлер заявив, що це не є офіційною позицією нацистської партії, і в 1941 році відмовився від самої релігії. Позитивне християнство саме по собі не було виключно християнським і було відкритим для нетеїстів і навіть пропагувало Вотана в книжці Розенберга "Міфи ХХ століття". 
Нацистське святкування Різдва відбулося в 1921 році, коли Адольф Гітлер виступив з промовою у пивній в Мюнхені перед 4000 прихильниками. Журналісти під прикриттям поліції писали, що натовп підбадьорює, коли Гітлер засуджує "боягузливих євреїв за те, що вони вбили світового визволителя на хресті", обіцяючи, що він "не буде відпочивати, поки євреї ... не будуть лежати вбитими на холодній землі". Потім натовп співав колядки та націоналістичні гімни навколо ялинки, а подарунки дарували учасникам виступу, які належали до робочого класу.  Прийнявши владу в 1933 році, нацистські ідеологи спочатку прагнули відкинути давні різдвяні традиції Німеччини - перейменувавши фестиваль у Джулфест, і пропагуючи його німецьке походження як святкування зимового сонцестояння . Але для більшості німців християнські традиції залишалися основою свята, а церкви були обурені забороною прославляти Ісуса Христа під час святкування Різдва і підтримували християнські традиції між собою. 

## Різдво в нацистському режимі
Нацистські ідеологи стверджували, що християнські елементи свята були запозичені в традиціях давньогерманських народів.  Вони стверджували, що Святвечір спочатку не мав нічого спільного з народженням Ісуса Христа, а замість цього святкували зимове сонцестояння і "відродження сонця" , що свастика була древнім символом сонця і що Санта Клаус є християнським відповідником німецького бога Одіна . Відповідно, святкові плакати були зроблені, щоб зобразити Одіна як "основного символа Різдва чи Сонцестояння", який  їде на білому коні, з густою сивою бородою, на голові красивий фетровий капелюх, і несучи мішок, повний подарунків. Традиційні ясла були замінені садом, в якому були дерев’яні іграшкові олені та кролики; Марія та Ісус були зображені у вигляді блондинки-матері та дитини. 
Було також змінено і ялинку. Традиційні назви дерева, Christbaum або Weihnachtsbaum, у пресі були перейменовані на світле дерево або липневе дерево. Зірку на верхівці дерева іноді замінювали свастикою, німецьким сонячним колесом або сигнальною руною та світильниками у формі свастики.    Під час розпалу рухів була зроблена спроба зняти асоціацію пришестя Ісуса і замінити її пришестям Гітлера, якого називали " фюрером- спасителем ". 
Слова колядків також змінювали.   Колядка " Тиха ніч " була змінена таким чином, що там не згадувалось ні Бога, ні Христа, ні релігії  Слова гімну " Нам прийшов час " також були змінені так, що будь-які посилання на Ісуса було прибрано. Модифікована версія гімну використовувалася ще кілька років у повоєнній Німеччині.   Найпопулярнішою колядою, яку пропагували нацисти, була "Піднесена ніч ясних зірок" Ганса Баумана [ Hohe Nacht der klaren Sterne ], яка замінила традиційні християнські теми нацистськими расовими ідеологіями. Колядка була популярною після розпаду нацистської Німеччини, регулярно виконувалась у 1950-х роках й іноді  досі виконується в сучасний час. 
У дитячих магазинах, які були доступні під час свят, продавали шоколадних солдатів СС,  іграшкові танки, винищувачі та кулемети. На знак вдячності Генріх Гіммлер часто дарував членам СС Julleuchter (" Юльський ліхтар"), німецький свічник з елементами орнаменту, деякі з яких виготовляли в концтаборі Дахау.   Домогосподаркам запропонували спекти печиво у формі птахів, колеса та свастики для своїх дітей. 
[джерело?]

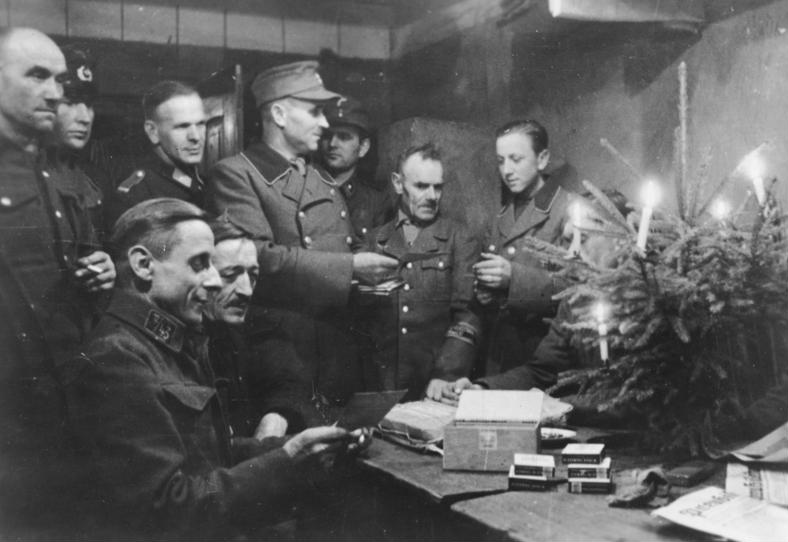
Німецькі солдати Volkssturm в Різдво 1944 року, Східна Пруссія

До 1944 року рух за усунення різдвяного християнського впливу зменшився, оскільки уряд більше зосередив свої сили на війні.  У 1944 році громадянські святкування Різдва відзначили фестиваль як день пам'яті загиблих у війні. 
[джерело?]

## Опозиція
Хоча більшість німців прийняли ребрендинг Різдва нацистами, іноді повідомлялося, що меншість все-таки були проти. Дані Націонал-соціалістичної жіночої ліги повідомляють ", що напруженість спалахнула, коли пропагандисти занадто сильно натискали на сторону релігійних звичаїв, що призвело до" великих сумнівів і невдоволення "".  Духовенство виступало проти переосмислення Різдва. Як повідомляється, у Дюссельдорфі священнослужителі під час святкування Різдва користувались можливістю, щоб просувати жіночі клуби та залучати туди чим більше людей; католицьке духовенство погрожувало будь-якій жінці, яка вступила до Націонал-соціалістичної жіночої ліги, відлученням від церкви; а деякі релігійні жінки бойкотували різдвяні заходи, організовані Національною соціалістичною жіночою лігою. 

## Дивитися також
- Релігія в нацистській Німеччині
- Кірхєнкампф
- Вайнахтен
- Вінтерхілфсверк